# Atheliaceae
Famille
La famille des Atheliaceae est une famille de champignons basidiomycètes de l’ordre des Atheliales. 
Selon une estimation de 2008, la famille comprend 22 genres et 106 espèces.

## Liste des espèces et genres de la famille desAtheliaceae

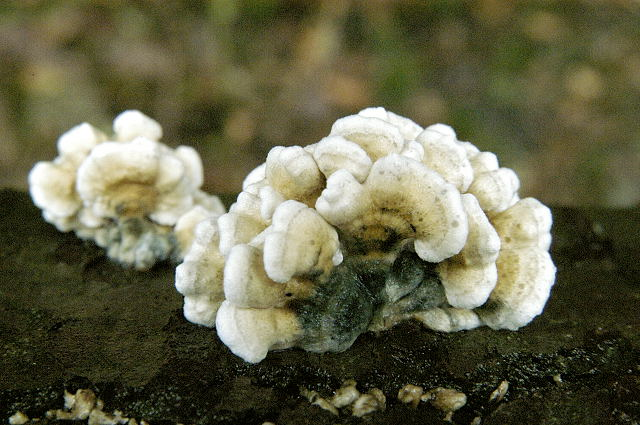
Plicaturopsis crispa

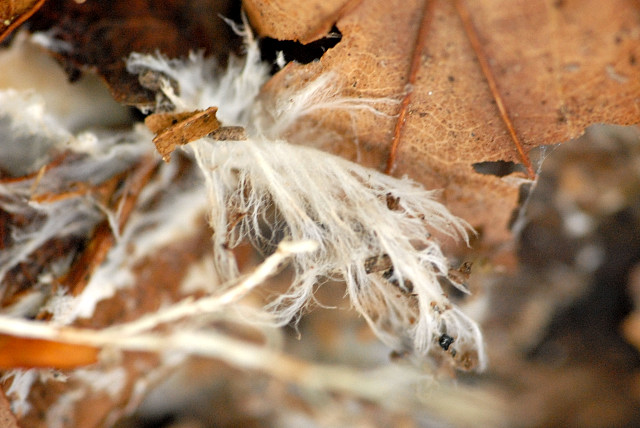
Athelia pyriformis

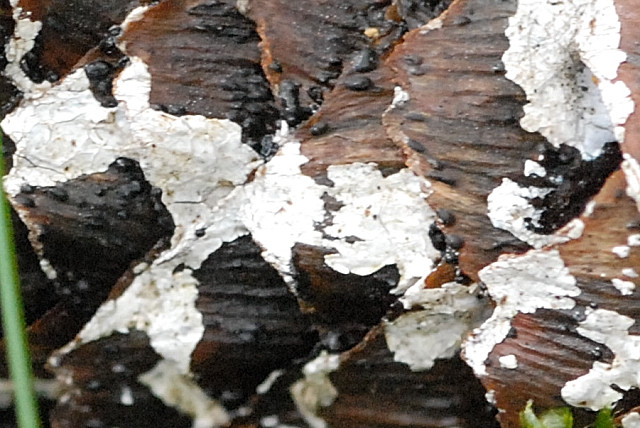
Athelia bombacina

- Genre Amphinema
  - Amphinema angustispora
  - Amphinema arachispora
  - Amphinema byssoides
  - Amphinema diadema
- Genre Athelia
  - Athelia acrospora
  - Athelia alnicola
  - Athelia alutacea
  - Athelia andina
  - Athelia arachnoidea
  - Athelia bambusae
  - Athelia binucleospora
  - Athelia bombacina
  - Athelia decipiens
  - Athelia epiphylla
  - Athelia fibulata
  - Athelia macularis
  - Athelia neuhoffii
  - Athelia nivea
  - Athelia ovata
  - Athelia phycophila
  - Athelia poeltii
  - Athelia pyriformis
  - Athelia repetobasidiifera
  - Athelia rolfsii
  - Athelia salicum
  - Athelia sibirica
  - Athelia singularis
  - Athelia subovata
  - Athelia tenuispora
  - Athelia teutoburgensis
- Genre Athelicium
  - Athelicium stridii
- Genre Athelocystis
  - Athelocystis capitata
- Genre Athelopsis
  - Athelopsis baculifera
  - Athelopsis bispora
  - Athelopsis colombiensis
  - Athelopsis galzinii
  - Athelopsis glaucina
  - Athelopsis gloeocystidiata
  - Athelopsis lacerata
  - Athelopsis lembospora
  - Athelopsis lunata
  - Athelopsis subinconspicua
  - Athelopsis virescens
- Genre Butlerelfia
  - Butlerelfia eustacei
- Genre Byssocorticium
  - Byssocorticium atrovirens
  - Byssocorticium californicum
  - Byssocorticium efibulatum
  - Byssocorticium lutescens
  - Byssocorticium naviculare
  - Byssocorticium neomexicanum
  - Byssocorticium pulchrum
- Genre Byssoporia
  - Byssoporia terrestris
- Genre Digitatispora
  - Digitatispora lignicola
  - Digitatispora marina
- Genre Elaphocephala
  - Elaphocephala iocularis
- Genre Fibulomyces
  - Fibulomyces canadensis
  - Fibulomyces crucelliger
  - Fibulomyces fusoideus
  - Fibulomyces mutabilis
- Genre Hypochnella
  - Hypochnella violacea
- Genre Hypochniciellum
  - Hypochniciellum iaganicum
  - Hypochniciellum luteolum
  - Hypochniciellum ovoideum
- Genre Leptosporomyces
  - Leptosporomyces adnatus
  - Leptosporomyces fuscostratus
  - Leptosporomyces galzinii
  - Leptosporomyces globosus
  - Leptosporomyces juniperinus
  - Leptosporomyces luteofibrillosus
  - Leptosporomyces montanus
  - Leptosporomyces mundus
  - Leptosporomyces raunkiaeri
  - Leptosporomyces roseus
  - Leptosporomyces septentrionalis
- Genre Lobulicium
  - Lobulicium occultum
- Genre Lyoathelia
  - Lyoathelia laxa
- Genre Melzericium
  - Melzericium bourdotii
  - Melzericium rimosum
  - Melzericium udicola
- Genre Mycostigma
  - Mycostigma aegeritoides
- Genre Piloderma
  - Piloderma bicolor
  - Piloderma byssinum
  - Piloderma lanatum
  - Piloderma lapillicola
  - Piloderma olivaceum
  - Piloderma sphaerosporum
- Genre Pteridomyces
  - Pteridomyces bisporus
  - Pteridomyces lacteus
  - Pteridomyces roseolus
- Genre Taeniospora
  - Taeniospora gracilis
  - Taeniospora nasifera
- Genre Tylospora
  - Tylospora asterophora
  - Tylospora fibrillosa

## Liste des genres
Selon Catalogue of Life (26 mai 2013) :
- genre Amphinema
- genre Athelia
- genre Athelicium
- genre Athelocystis
- genre Athelopsis
- genre Butlerelfia
- genre Byssocorticium
- genre Byssoporia
- genre Digitatispora
- genre Elaphocephala
- genre Fibulomyces
- genre Hypochnella
- genre Hypochniciellum
- genre Leptosporomyces
- genre Lobulicium
- genre Lyoathelia
- genre Melzericium
- genre Mycostigma
- genre Piloderma
- genre Pteridomyces
- genre Taeniospora
- genre Tylospora

Selon NCBI (26 mai 2013) :
- genre Amphinema
- genre Athelia
- genre Athelidium
- genre Byssocorticium
- genre Byssoporia
- genre Cristinia
- genre Fibulomyces
- genre Irpicodon
- genre Leptosporomyces
- genre Piloderma
- genre Tylospora
- genre Fibulorhizoctonia